# Henry Stewart, 2. Lord Methven
Henry Stewart, 2. Lord Methven (* vor 1544; † 3. März 1572) war ein schottischer Adliger.
Er entstammte einer Nebenlinie des Hauses Stewart. Er war der einzige überlebende Sohn des Henry Stewart, 1. Lord Methven, aus dessen dritter Ehe mit Lady Janet Stewart, Tochter des John Stewart, 2. Earl of Atholl. Er wurde vor der Hochzeit seiner Eltern 1544 geboren, aber 1551 als eheliches Kind legitimiert.
Beim Tod seines Vaters erbte er 1551 dessen Adelstitel als 2. Lord Methven und dessen Ländereien einschließlich des Familiensitzes Methven Castle in Perthshire. 1571 wurde er in den schottischen Kronrat berufen.
Er starb 1572 bei einem Unfall, als er von einem Kanonenschuss getroffen wurde, der von Edinburgh Castle abgefeuert worden war.
Aus seiner Ehe mit Jean Ruthven, Tochter des Patrick Ruthven, 3. Lord Ruthven, hatte er drei Kinder:
- Henry Stewart, 3. Lord Methven († um 1580);
- Margaret Stewart († 1627) ⚭ Andrew Stewart, Master of Ochiltree, Sohn des 2. Lord Stewart of Ochiltree;
- Dorothea Stewart ⚭ John Stewart of Campsie.

Sein Sohn Henry erbte seinen Adelstitel. Seine Witwe heiratete 1573 Andrew Leslie, 5. Earl of Rothes.